# Afera Lawona

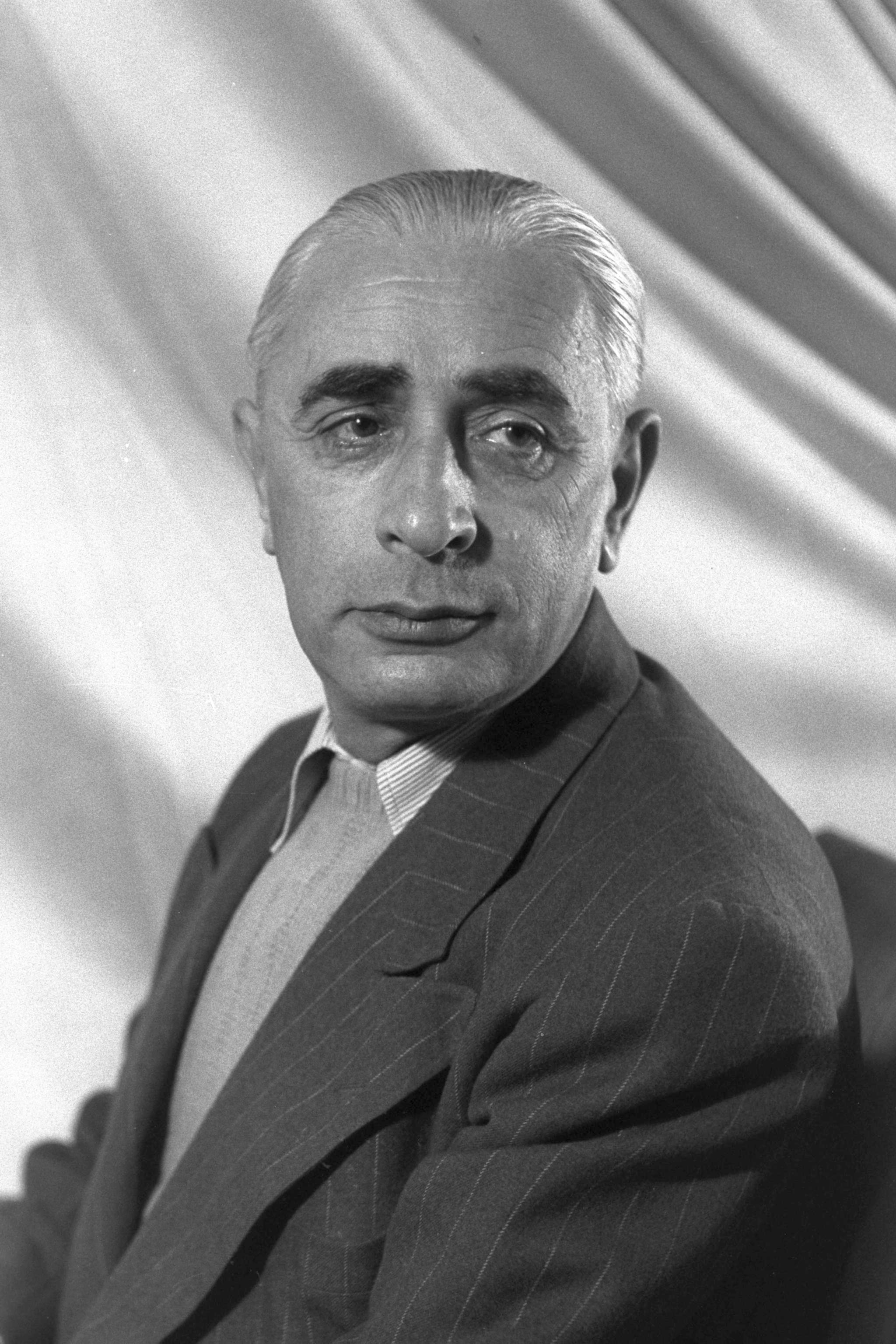
Pinchas Lawon (1904–1976)

Afera Lawona – wydarzenia z historii Izraela związane ze skandalem, jaki wybuchł po nieudanej tajnej operacji izraelskiego wywiadu, znanej jako operacja Susannah. Podczas tego przedsięwzięcia w lecie 1954 r. agenci żydowscy umieścili bomby w budynkach znajdujących się w Egipcie, ale w większości należących do Stanów Zjednoczonych i Wielkiej Brytanii. Uczynili to z nadzieją, że winą za eksplozje zostanie obarczone: Bractwo Muzułmańskie, komuniści, nieokreśleni malkontenci lub lokalni nacjonaliści. Wydarzenia te stały się szerzej znane jako afera Lawona lub sprawa Lawona, bowiem z ich powodu izraelski minister obrony Pinchas Lawon został zmuszony do rezygnacji. Czasem określa się je eufemistycznie jako niefortunna sprawa (העסק הביש, HaEsek HaBish).
Izrael oficjalnie przyznał się do przeprowadzenia akcji w 2005 roku, kiedy prezydent Mosze Kacaw uhonorował dziewięciu egipskich Żydów – agentów, którzy brali w niej udział.

## Operacja Susannah

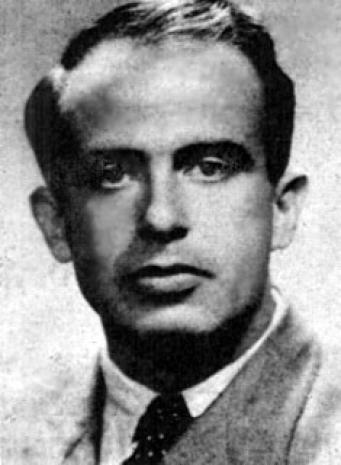
Meir Max Bineth, jeden z agentów izraelskiego wywiadu schwytanych podczas operacji Susannah

We wczesnych latach 50. XX wieku Stany Zjednoczone zaczęły prowadzić aktywną politykę względem Egiptu. Kontrastowało to z poczynaniami Wielkiej Brytanii, która przestała już być światową potęgą kolonialną. Izrael obawiał się takiego stanu rzeczy, zwłaszcza wycofania oddziałów brytyjskich znad Kanału Sueskiego, co mogło zachęcić egipskiego prezydenta Gamal Abdel Nasera do ataku na Izrael. Początkowo państwo żydowskie dążyło do zmiany tej sytuacji przy pomocy środków dyplomatycznych, ale bezskutecznie.
W lecie 1954 roku płk Binjamin Gibli, szef Amanu – izraelskiego wywiadu wojskowego, rozpoczął realizację operacji Susannah. Jej celem było przeprowadzenie zamachów bombowych i innych aktów sabotażu w Egipcie, co miało zdestabilizować sytuację wewnętrzną w tym kraju, a co za tym idzie zablokować wycofywanie brytyjskich sił zbrojnych z regionu. Do realizacji tego planu wyznaczono tajną jednostkę nr 131, funkcjonującą w strukturach Amanu od 1950 r. Jej członkami zostali agenci przyjęci kilka lat wcześniej, kiedy oficer izraelskiego wywiadu Awram Dar przybył do Kairu, podając się za brytyjskiego obywatela Gibraltaru o nazwisku John Darling. Zwerbował kilku egipskich Żydów, którzy poprzednio zaangażowani byli w akcję nielegalnej emigracji do Izraela, i rozpoczął ich przeszkolenie.
Aman zadecydował o uaktywnieniu tej struktury wiosną 1954 r. 2 lipca grupa przeprowadziła atak bombowy na budynek poczty w Aleksandrii, a 14 lipca zaatakowała w ten sam sposób biblioteki amerykańskiej agencji informacyjnej w Aleksandrii i Kairze, a także brytyjski teatr. Bomby domowej roboty, składające się z kwasu w torbie umieszczonej nad pojemnikiem z nitrogliceryną, zostały podłożone m.in. w książkach, które umieszczono następnie na półkach bibliotecznych. Kilka godzin później, gdy kwas przeżarł torby, bomby wybuchły, powodując nieznaczne szkody materialne, nie zabijając i nie raniąc nikogo.
Operację nadzorował izraelski agent Awraham Seiderberg (Awri Elad). Egipskiemu kontrwywiadowi udało się aresztować jednego z zamachowców - Philipa Natansona - w Rio Theatre, kiedy bomba przedwcześnie wybuchła w jego kieszeni. Gdy Egipcjanie przeszukali jego mieszkanie, odkryli tam dowody na istnienie całej siatki wywiadowczej, wraz z nazwiskami współpracowników Natansona. Kilku z nich zostało aresztowanych, włączając w to egipskich Żydów i Izraelczyków. Pułkownikowi Darowi i Seidenbergowi udało się zbiec. Jeden z agentów był torturowany w egipskim więzieniu, w następstwie czego zmarł. Inny – urodzony na Węgrzech Me’ir Max Bineth – popełnił samobójstwo. Proces sądowy pozostałych schwytanych agentów rozpoczął się 11 grudnia i trwał do 27 stycznia 1955 r. Dwaj agenci – Mosze Marzouk i Szmu’el Azar – zostali skazani na śmierć przez powieszenie, reszta otrzymała kary długiego więzienia. Proces był szeroko krytykowany i określany jako pokazowy, pojawiły się także podejrzenia, że zeznania skazanych uzyskano przy pomocy tortur.
Dwaj spośród uwięzionych, Me’ir Mejuhas i Me’ir Za’afran, wyszli na wolność w 1962 roku. Reszta opuściła więzienia w lutym 1968 roku, w wyniku wymiany jeńców wojennych.
Wkrótce po nagłośnieniu tej sprawy ówczesny szef Mosadu Isser Harel podał w wątpliwość uczciwość agenta Amanu, Awrahama Seidenberga. Pomimo tego był on wykorzystywany do zadań wywiadowczych do 1956 roku, kiedy przyłapano go na próbie sprzedaży izraelskich dokumentów Egipcjanom. Został osądzony i skazany na 10 lat więzienia. W 1980 r. Harel publicznie ujawnił dowody na to, że Seidenberg został zwerbowany przez Egipcjan jeszcze przed operacją Susannah.

## Polityczne skutki
Podczas spotkania z ówczesnym premierem Izraela Mosze Szaretem minister obrony Pinchas Lawon zaprzeczył, jakoby cokolwiek wiedział o opisanej wyżej operacji. Gdy co innego stwierdził Gibli, szef rządu stworzył komisję, która rozpoczęła dochodzenie w tej sprawie. Organ ten składał się m.in. z sędziego izraelskiego sądu najwyższego Jicchaka Olszana i szefa sztabu armii izraelskiej Ja’akowa Doriego. Komisji nie udało się znaleźć dowodów na to, że Lawon zlecił wykonanie tej operacji. Sam minister próbował zrzucić winę na Szimona Peresa, który był wówczas sekretarzem stanu w ministerstwie obrony, i na Gibliego, oskarżając go o niesubordynację i szereg zaniedbań. Zeznania Peresa i Moszego Dajana świadczyły jednak na niekorzyść Lawona, który ostatecznie zrezygnował z ministerialnego stanowiska. Zastąpił go były premier Dawid Ben Gurion. Wkrótce potem ustąpił także sam Szaret (jego miejsce również zajął Ben Gurion).
W kwietniu 1960 w sprawie pojawiły się nowe wątpliwości – odnaleziono m.in. nieścisłości w zeznaniach Gibliego. Okazało się także, że dokument zawierający ich treść mógł zostać sfałszowany. Ponadto Seidenberg został oskarżony o krzywoprzysięstwo. Ben Gurion zarządził utworzenie nowej komisji, przewodzonej przez sędziego Chajjima Kohena. Dochodzenie stwierdziło fakt krzywoprzysięstwa oraz to, że Lawon rzeczywiście nie wydał zezwolenia na rozpoczęcie operacji. Pomimo tego Ben Gurion nie przyjął wyników powtórnego śledztwa, uznając je za efekt wewnątrzpartyjnej walki w Mapai (ówczesnej socjaldemokratycznej izraelskiej partii rządzącej). Po kolejnym dochodzeniu Ben Gurion zrezygnował z teki ministra obrony. Doprowadziło to jednak do usunięcia Lawona z izraelskiej centrali związkowej Histadrut, a później także wyborów parlamentarnych.
Opisywane powyżej wydarzenia miały wówczas tajny charakter. Do 2005 r. Izrael oficjalnie nie przyznawał się do zorganizowania ataków bombowych w Egipcie, chociaż szczegóły tej akcji były szeroko znane.

## Efekty afery
Operacja Susannah i afera Lawona miały katastrofalne skutki dla Izraela z kilku powodów:
- Izrael stracił na wiarygodności na arenie międzynarodowej, zwłaszcza w stosunkach z USA i Wielką Brytanią. Swą pozycję odbudowywał przez lata.
- Niepowodzenie tej akcji doprowadziło do pojawienia się wątpliwości co do skuteczności tego typu przedsięwzięć – zwłaszcza w tych przypadkach, gdy wykorzystywano prowokacje.
- Skandal związany z operacją Susannah doprowadził do spadku zaufania wyborców do rządzącej partii Mapai i poważnego jej osłabienia.

W marcu 2005 roku Izrael publicznie uhonorował biorących w niej udział agentów, którzy dożyli tej chwili. Każdemu z nich prezydent Mosze Kacaw uroczyście wręczył w imieniu państwa dyplom uznania.